# Centaurea atropurpurea
Centaurea atropurpurea — вид Centaurea, що зустрічається в Румунії та на Балканському півострові.